# 'Allaqa
'Allaqa (fallecido en 998) fue un marinero árabe, que condujo una revuelta contra el dominio del Califato fatimí entre 997 y 998.

## Biografía
'Allaqa era un marinero árabe que instigó un levantamiento contra el califa fatimí Al-Hákim bi-Amrillah en Tiro en 997/998. Tenía a los tirios de su lado e incluso acuñó sus propias monedas. Pidió apoyo al emperador bizantino Basilio II y al mismo tiempo prometió entregarle la ciudad si salía vencedor; el emperador aceptó y envió una escuadra para apoyarlo. Por otro lado, los comandantes fatimís Abdallah al-Husayn ibn Nasr al-Dawla y Yaqut se acercaron desde Egipto con un ejército y una flota para sitiar Tiro.  Fueron reforzados por tropas enviadas por el califa bajo el mando de Jaysh ibn al-Samsama, que en realidad se dirigía a Damasco para sofocar un levantamiento que había estallado en aquel lugar, pero se dirigió a Tiro para apoyar el asedio a la ciudad.
El 13 de junio de 998, los fatimís conquistaron la ciudad. El historiador árabe Yahya de Antioquía registra que los fatimís capturaron un barco bizantino y su tripulación, que estaba compuesta por doscientos hombres, y los mataron a todos. 'Allaqa fue capturado y llevado a El Cairo con un gran número de sus seguidores, donde los desollaron vivo y luego los crucificaron.